# Нивинский, Вячеслав Николаевич
Вячесла́в Никола́евич Ниви́нский (укр. В'ячеслав Миколайович Нівінський; род. 31 марта 1974, Киев, СССР) — украинский футболист и тренер

## Карьера игрока
Начал заниматься футболом в Киеве. Его первой профессиональной командой была «Нива» из города Мироновка Киевской области. В июле 1995 года перешёл в киевскую «Оболонь». В составе киевского клуба выступал на протяжении 14 лет (с перерывами), где и закончил игровую карьеру в 2009 году. Так же выступал за азербайджанский «Симург».
По количеству матчей за «Оболонь» занимает первое место — 266 матчей, в которых забил 13 мячей.

## Карьера тренера
В ноябре 2011 года был назначен главным тренером клуба «Оболонь-2». С 2012 года входит в тренерский штаб Сергея Ковальца в молодёжной сборной Украины.

## Достижения
- Победитель Второй лиги Украины (2): 1998/99, 2000/01
- Серебряный призёр Первой лиги Украины: 2009/09.
- Бронзовый призёр Первой лиги Украины: 2001/02, 2007/08.